# NStB – Ossegg bis Rostock
Die NStB – Ossegg bis Rostock waren Dampflokomotiven der k.k. Nördlichen Staatsbahn (NStB) Österreich-Ungarns.
Die neun Lokomotiven wurden von der Lokomotivfabrik der Wien-Gloggnitzer Bahn 1850 geliefert.
Sie bekamen die Namen „OSSEGG“, „KAURZIM“, „RÜBEZAHL“, „JOACHIMSTHAL“, „KREMSIER“, „SMEČNA“, „BUBENC“, „KRALUP“ und „ROSTOCK“ sowie die Betriebsnummern 88–96.
Als 1855 die NStB an die Staats-Eisenbahn-Gesellschaft (StEG) verkauft wurde, erhielten die Maschinen zunächst die Betriebsnummern 339–347, ab 1873 bekamen die Maschinen die Reihenbezeichnung IIIf und die Nummern 225–233, 1897 wurden die der StEG verbliebenen zwei Lokomotiven („KREMSIER“ und „SMEČNA“) im neuen StEG-Reihenschema Reihe 21 mit den Betriebsnummern 51 und 52.
Zwei andere Maschinen („OSSEGG“ und „KAURZIM“) wurden 1891, als die ungarischen Strecken der StEG zur MÁV kamen, deren IIq 1276–1277.
Die StEG musterte ihre beiden letzten Loks im Jahr 1900 aus.